# یوان چائو
یوان چائو (انگلیسی: Yuan Chao؛ زادهٔ ۱۶ دسامبر ۱۹۷۴)  جودوکار اهل چین بود. وی در بازی‌های المپیک تابستانی ۱۹۹۶ شرکت کرده‌است.